# 苏皮诺
苏皮诺（義大利語：Supino），是意大利拉齐奥大区弗罗西诺内省的一个市镇。总面积35.27平方公里，人口5016人，人口密度142.2人/平方公里（2009年）。ISTAT代码为060076。